# National Fascisti
Le National Fascisti étaient un groupe dissident issu des British Fascists formé en 1924. Au début du mouvement fasciste britannique, le mouvement manquait de véritable politique ou direction et ce groupe se sépara dans l'intention de poursuivre sur la voie d'un État plus fasciste.

## Formation
Le chef des fascistes nationaux était le lieutenant-colonel Henry Rippon-Seymour. Les membres des National Fascisti étaient vêtus de chemises noires à l'imitation de Benito Mussolini et de ses partisans et ont été soumis à des exercices militaires, bien que leur nombre soit beaucoup trop petit pour constituer une menace réelle. Malgré leurs frustrations devant le manque de politique des fascistes britanniques, leurs propres idées étaient assez banales, avec de vagues appels à la constitution d’un gouvernement d’experts à peu près aussi loin qu’ils allaient. Fortement anticommunistes, ils ont fait valoir que leur objectif était de « briser les rouges et les roses » (communistes et homosexuels). L'antisémitisme, qui était alors absent de la politique des fascistes britanniques, a également joué un rôle dans le nouveau groupe. Ils ont également appelé à la pureté raciale et à la consolidation de l'empire britannique.

## Développement
Le groupe aimait faire des cascades pour attirer l'attention et, en 1925, il détourna un camion transportant des exemplaires du journal de gauche, le Daily Herald, ce camion fût inactif après un accident. Une action avait brièvement fait la une des journaux, tout comme une réunion à Hyde Park, à Londres, réunissant 1 000 personnes. La journée s'est terminée par une bataille de terrain contre les partisans du Parti communiste britannique. Le groupe gérait également des clubs de boxe et d’escrime pour former les membres, bien que leur militarisme strident, qui comprenait notamment la marche avec des épées, les attirait plus de dérision que du soutien.
Comme les British Fascists (BF), ils ont contacté le ministre de l'Intérieur dans la perspective de la grève générale de 1926 pour offrir leurs services à l'Organisation pour le maintien des fournitures. Rippon-Seymour a refusé de suivre l’initiative du président du BF, R. B. D. Blakeney, de rompre avec le fascisme. Le gouvernement a donc rejeté son offre. En tant qu'individus, les membres des National Fascisti ont toutefois été autorisés à entrer dans la police spéciale pendant la grève.

## Disparition
Des fissures ont commencé à apparaître dans le groupe, notamment vers décembre 1926, lorsque Rippon-Seymour a utilisé une épée et une arme à feu sans licence sur le dirigeant de la branche de Croydon, Charles Eyres, après que ce dernier eut accusé le dirigeant d'avoir escroqué le parti avec des fonds et dirigé par des dictateurs. Eyres avait amené un groupe de partisans de Kensington brandissant des gourdins pour affronter Rippon-Seymour, tandis que le leader avait utilisé le revolver Colt, qui appartenait en réalité à « Victor Barker », le condamnant pour possession d'arme à feu illégale et assaut commun à Old Bailey. En 1927, le « colonel Victor Barker », qui était en réalité Valerie Arkell-Smith, était un membre dirigeant. Les membres des National Fascisti ne savaient pas qu'il avait été assigné à une femme à la naissance et la traitaient comme un homme ; « Barker » est devenu secrétaire de Rippon-Seymour et a formé des membres dans les clubs de boxe et d’escrime.
Une série de luttes internes les vit changer de nom pour devenir les British National Fascisti sous la direction de Rippon-Seymour. Entre-temps, des membres influents tels que le colonel Ralph Bingham ont quitté le groupe pour devenir actifs au sein de l'Organisation pour l'entretien des fournitures. Un si petit groupe ne pouvait pas supporter les querelles internes et le mouvement s'estompa assez rapidement après la scène.